# Fischbachpresse
Die Fischbachpresse in Texing, Österreich ist eine Privat- oder Handpresse in der Tradition der englischen Private Presses, wie auch der deutschsprachigen Buchkunstbewegung. Sie bringt ausgewählte Texte in kleinen Auflagen ausschließlich von Hand gesetzt, im klassischen Buchdruck auf einer Handpresse gedruckt heraus. Die Auflagen sind limitiert und teilweise von Künstlern illustriert. Die Bücher werden auf  Bütten- und handgeschöpften Papieren gedruckt und ebenfalls von Hand gebunden.

## Gründung und Geschichte
Gegründet wurde die Fischbachpresse 1990 von dem gelernten Schriftsetzer und Typografen Lui Karner. Er arbeitet zusammen mit Waltraut Stefan. Namensgeber war der an der Werkstatt vorbeifließende Fischbach. Als Druckermarke wählte man den Greif. Er ist ein Vermächtnis von Franz Wedl, Lui Karners’ Druckermeister.
Mitte der 1990er Jahre entsteht die Idee einer eigenen Pressenschrift die schließlich 2000 mit der Rialto verwirklicht wurde.

## Programm und Produktionsverzeichnis
Die Fischbachpresse produziert bibliophile Drucke im Eigenverlag, wie auch als Auftragsarbeiten für andere Verlage und Pressen wie z. B. für The Bear Press. Außerdem zeichnete sie für die Gestaltung des letzten Jahrganges der Zeitschrift Philobiblon (45. Jahrgang 2001) verantwortlich. Das Verlagsverzeichnis nennt folgende Veröffentlichungen:
- Marie von Ebner-Eschenbach: Gute Gedanken erscheinen in kleiner Gesellschaft (1992).
- Theodor Kramer: Ins Unerlaubte stieß ich vor ein Stück (1993).
- Hans Christian Andersen: Meistermärchen (1993).
- Tilopa: Der Gesang von Mahamudra (1993).
- Janwillem van de Wetering: Inspektor Saitos kleine Erleuchtung (1994).
- Adalbert Stifter: Winterbriefe aus Kirchschlag (1995).
- Helo Weiss: Hôtel Okura (1998).
- Leon Battista Alberti: Pytagoräische Sentenzen (2000).
- Hugo von Hofmannsthal: Der Traum des Palladio (2001).

## Schriften
Gesetzt werden die Bücher mit speziell für den Handsatz gegossenen Schriften der Bleisatzära. Hierzu gehören Romulus, Cancelleresca Bastarda und Romanée von Jan van Krimpen, Lectura von Dick Dooijes und die Walbaum.

### Eggebrecht-Presse
1999  kamen die Bestände der Eggebrecht-Presse dazu: Shakespeare Antiqua (Christian Heinrich Kleukens), Peter-Jessen-Schrift (Rudolf Koch), Elisabeth-Antiqua (Elizabeth Friedländer), Delphin (Georg Trump) und die Baskerville.

### Rialto
Seit 2000 verfügt die Presse auch über eine eigene Pressenschrift, die Rialto. Sie verknüpft traditionellen Pressendruck mit moderner Technologie: Am Computer entwickelt wird sie mittels Polymerplatten für den Hochdruck auf der Handpresse eingesetzt.
Die von Giovanni de Faccio (df-Type) und Lui Karner (Fischbachpresse) entwickelte Schrift ist eine italienische Renaissance-Antiqua mit stark kalligraphischem Einschlag. 
Die besondere Qualität der Schrift liegt auch in der großen Garnituranzahl, die über eigene Alphabete für große (Rialto Titling, ein Versalalphabet), kleine Schriftgrade (Rialto piccolo bis 14 p in normal, kursiv, Kapitälchen) und halbfette Auszeichnung (Rialto Bold in normal, kursiv, Kapitälchen) verfügt.

## Auszeichnungen
- 1993 Österreichischer Staatspreis für Andersens Meistermärchen
- 1995 Österreichischer Staatspreis für Karl Mostböcks Die Steyr ist nicht so naß wie die Enns
- 1995 Deutscher Designpreis für Tilopas Der Gesang von Mahamudra